# Hoplosmia spinigera
Hoplosmia spinigera är en biart som först beskrevs av Pierre André Latreille 1811. Den ingår i släktet taggmurarbin och familjen buksamlarbin. Inga underarter finns listade i Catalogue of Life.